# Kościół Matki Boskiej Różańcowej w Zbiersku
Kościół Matki Boskiej Różańcowej – parafialny kościół katolicki zlokalizowany we wsi Zbiersk, w gminie Stawiszyn (powiat kaliski). Dawnym kościołem parafialnym był kościół św. Urszuli (obecnie kościół filialny zlokalizowany po drugiej stronie ulicy).

## Historia
12 października 2003, biskup kaliski Stanisław Napierała poświęcił krzyż znajdujący się na placu budowy. Projektantem obiektu był Jerzy Kociołowicz. Prace nadzorował ks. kanonik Bogdan Czyżniejewski. Budowę rozpoczęto 15 kwietnia 2004. 9 października 2005 wmurowano kamień węgielny pochodzący z Nazaretu (uroczystość z udziałem biskupa Stanisława Napierały). 10 października 2010 ten sam biskup dokonał uroczystości przejścia z drewnianego kościoła pw. św. Urszuli do nowej świątyni. Biskup kaliski Edward Janiak 13 października 2013 konsekrował nowy kościół. W uroczystości konsekracji i poświęcenia ołtarza udział wzięli kapłani z diecezji kaliskiej, włocławskiej, gnieźnieńskiej, warszawskiej, częstochowskiej, krakowskiej i koszalińsko-kołobrzeskiej.

## Relikwie
W nawie wschodniej wmurowany jest w ścianę relikwiarz ze szczątkami św. Augustyna.

## Galeria

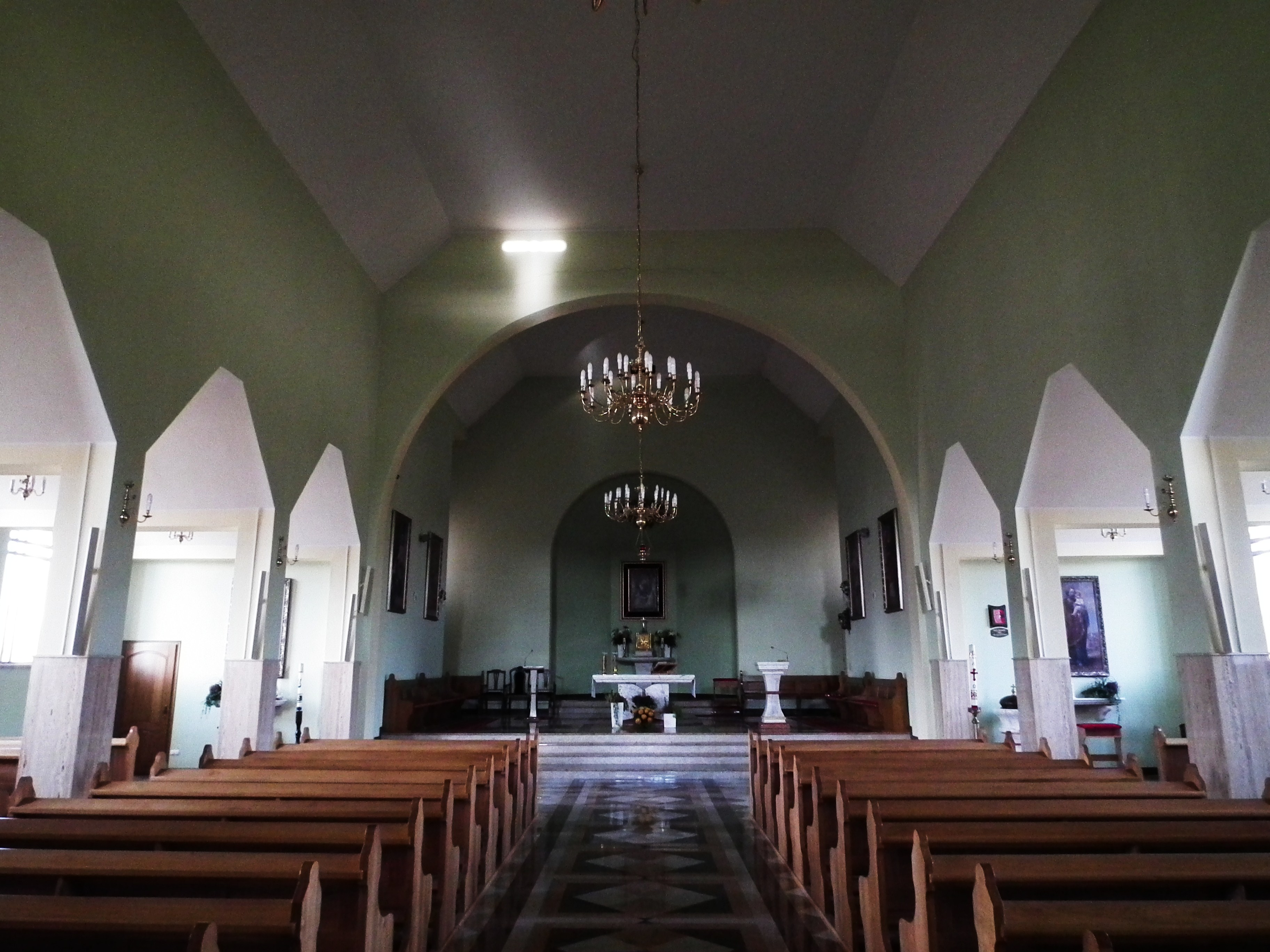
Wnętrze
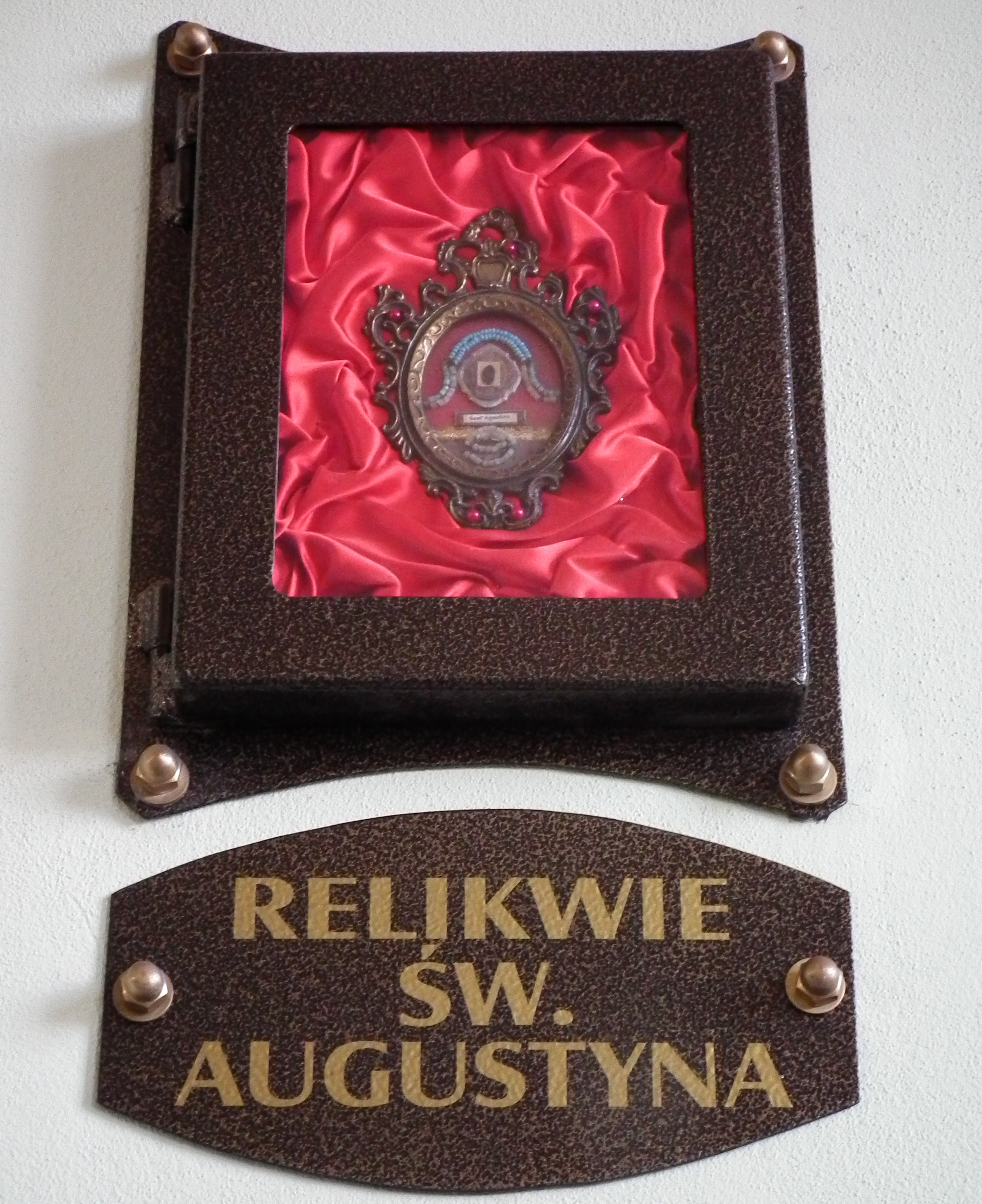
Relikwiarz
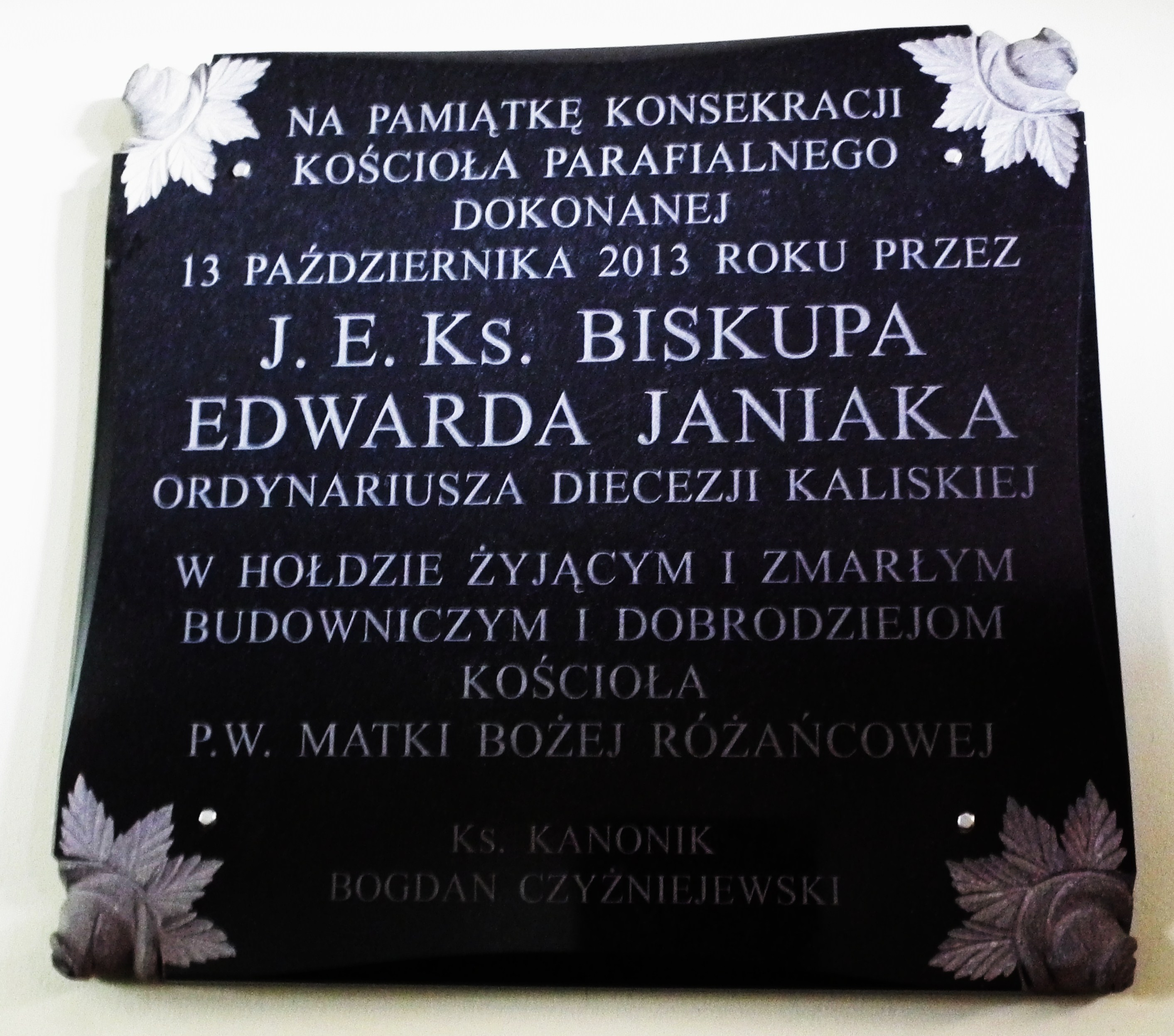
Tablica pamiątkowa